# Sytuacja prawna i społeczna osób LGBT w Chorwacji

## Prawo wobec kontaktów homoseksualnych
Kontakty homoseksualne zostały zalegalizowane w Chorwacji w 1977, a w 1998 zrównano wiek osób legalnie dopuszczających się kontaktów homo- i heteroseksualnych, wynosi on 14 lat.

## Ochrona prawna przed dyskryminacją
Chorwackie prawo gwarantuje ogólny zakaz dyskryminacji przez wzgląd na orientację seksualną. Został on zawarty w kodeksie karnym i obejmuje różne dziedziny życia. Przepisy te obowiązują w kraju od 2003.
Zakaz dyskryminacji przez wzgląd na orientację seksualną istnieje również w wielu innych aktach prawnych: 
- Prawo o równości płci
- Kodeks pracy
- Ustawa o związkach osób tej samej płci
- Ustawa medialna
- Prawo o nauce i badaniach
- Ustawa o sporcie

Wszystkie te akty zostały przyjęte w 2003.
W 2006 przyjęto również poprawkę w kodeksie karnym odnośnie do mowy nienawiści dotyczącej orientacji seksualnej.
Geje, lesbijki i biseksualiści nie są wykluczeni ze służby wojskowej z powodu swojej orientacji seksualnej.

## Uznanie związków osób tej samej płci
W 2003 w Chorwacji zalegalizowano konkubinaty par tej samej płci i płci przeciwnej. Dają one (po trzech latach życia ze sobą w konkubinacie) część praw z tych, jakie mają małżeństwa. Nie dają jednak możliwości adopcji dzieci. 
W lipcu 2012 premier Zoran Milanović ogłosił, iż jego rząd przedstawi parlamentowi projekt ustawy wprowadzającej związki partnerskie. Ustawa o związkach partnerskich została ostatecznie przyjęta 15 lipca 2014; umożliwia ona parom tej samej płci zawieranie związków, które mają większość praw przysługujących małżeństwu, z wyjątkiem prawa do adopcji.
W grudniu 2013 z inicjatywy organizacji „W imię rodziny” odbyło się referendum dotyczące wpisania do konstytucji definicji małżeństwa jako związku kobiety i mężczyzny. Większość głosujących opowiedziała się za takim zapisem.

## Życie osób LGBT w kraju

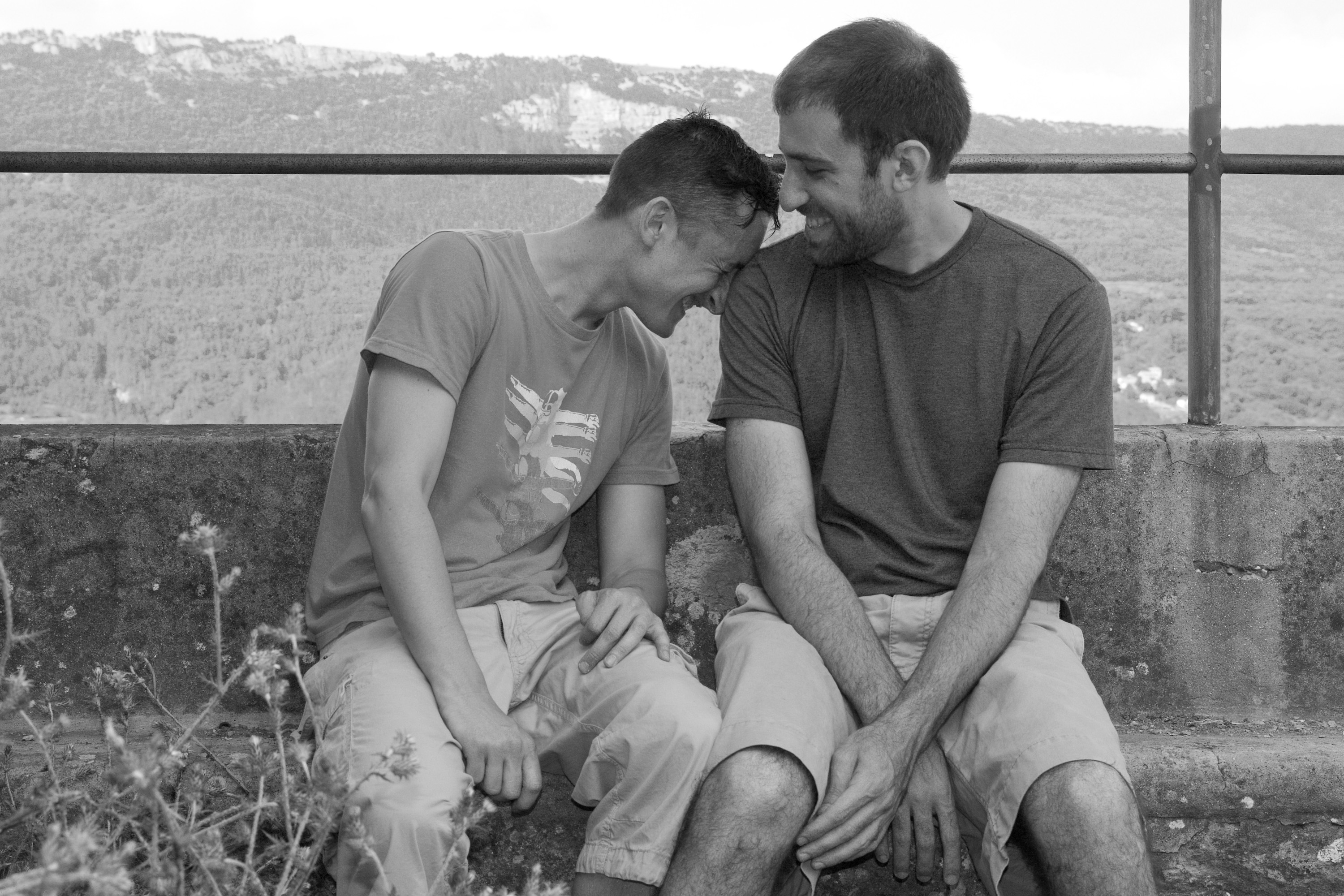
Chorwacka para gejów, rok 2007

Latem 2006 doszło do nagłośnionego incydentu pobicia pary dwóch gejów, turystów z Niemiec.
W Chorwacji istnieje średniej wielkości scena gejowska. Jej centrum jest Zagrzeb. Miasto to dysponuje kilkoma lokalami (puby, bary, dyskoteki itp.) gejowskimi oraz gay-friendly.
W kraju działa kilka organizacji zajmujących się niesieniem pomocy przedstawicielom LGBT i walką o równouprawnienie. Publikuje się magazyny i organizuje parady w stolicy. W 10. paradzie równości w Zagrzebiu, która odbyła się w czerwcu 2012, wzięło udział, według organizatorów, od 3500 do 4000 osób. Podobną paradę zorganizowano również w mieście Split.